# Noricum mediterraneum

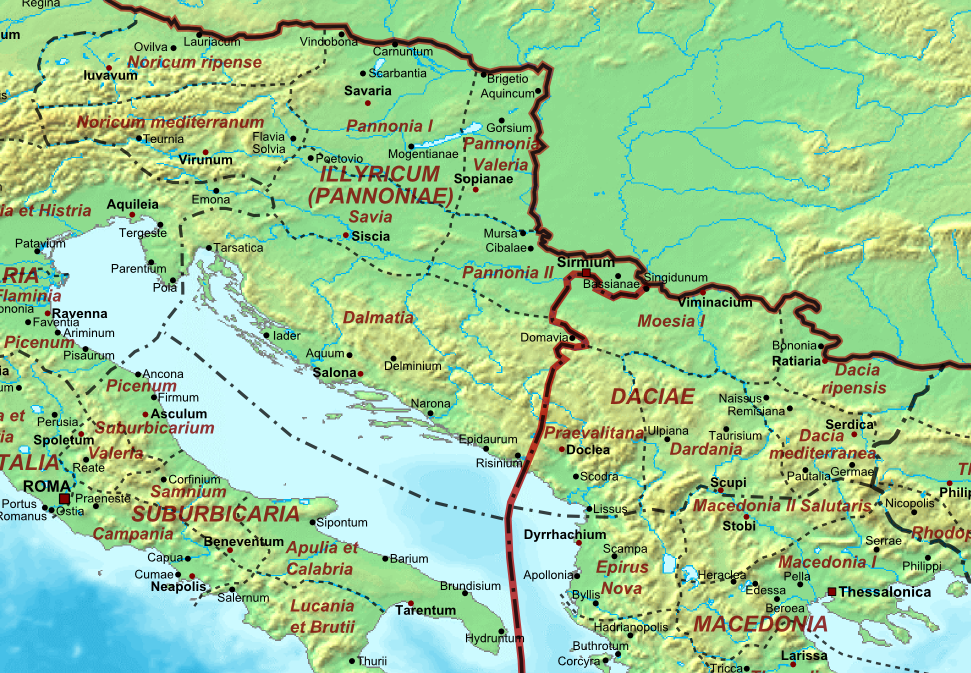
Die illyrischen Provinzen um 400 n. Chr.

Noricum mediterraneum (Binnennoricum) war eine im frühen 4. Jahrhundert durch Teilung der vormaligen Provinz Noricum entstandene spätantike römische Provinz.

## Geographische Gliederung
Noricum mediterraneum zählte zur Dioecesis Pannoniae (ab 395 Dioecesis Illyrici occidentale) und umfasste die Gebiete des heutigen Osttirols, Kärntens und der Steiermark. Hauptort war Virunum  auf dem Gebiet des heutigen Zollfelds bei Maria Saal in Kärnten.

## Geschichte
Noricum mediterraneum entstand im Zuge der diokletianischen Reichsreformen im frühen 4. Jahrhundert durch Teilung der vormaligen Provinz Noricum. 407 besetzten Alarichs Westgoten die Provinz und forderten sie als Siedlungsland für sich ein, da „sie weitgehend verwüstet wäre und nur mehr geringen Steuerertrag einbrächte.“ Als dies abgelehnt wurde, fiel Alarich in Italien ein, marschierte nach Rom und stürmte die Stadt (Plünderung Roms (410)). Die Provinzhauptstadt von Noricum Mediterraneum wurde nach Tiburnia verlegt. Der genaue Zeitpunkt ist unbekannt, sie muss aber vor der ostgotischen Belagerung Tiburnias im Jahr 467 erfolgt sein. Nach dem Untergang des Weströmischen Reiches blieben in Binnennoricum Reste der römischen, später ostgotischen Verwaltung noch eine Zeitlang erhalten, bis schließlich die ehemalige Provinz von neuen Bevölkerungsgruppen, den Awaren, Slawen und Baiuwaren, besiedelt wurde.